# Coupe continentale de saut à ski
Pour les articles homonymes, voir Coupe continentale.
La coupe continentale de saut à ski est une compétition internationale de saut à ski de niveau inférieur à la coupe du monde de saut à ski. Elle est organisée par la fédération internationale de ski et se déroule chaque année en plusieurs épreuves organisées dans différents pays.
Cette Coupe concerne tous les coureurs, en particulier les jeunes, qui sont invités à y faire leurs preuves ; en effet, la participation aux épreuves de coupe du monde n'est possible que si le skieur a au préalable marqué au moins un point dans au moins une épreuve de Coupe du monde ou de Coupe continentale au cours des deux années précédentes, sauf exception du « groupe national » qui offre au pays dans lequel se déroule une Coupe du monde de faire participer un contingent de quelques coureurs même sans aucun point, sur un maximum de deux épreuves par pays.
La coupe continentale masculine de saut à ski a lieu depuis l'hiver 1991-1992. 
La version féminine Coupe continentale féminine de saut à ski est de 2004 jusqu'à la saison estivale 2011 la compétition féminine de saut à ski de plus haut niveau mondial. Cette série d'épreuves est apparue lors de la saison 2004/2005, le premier concours ayant eu lieu le 23 juillet 2004 à Park City. Depuis l'hiver 2011/2012 cette compétition continue d'exister, mais en raison de l'apparition de la coupe du monde féminine, elle devient une compétition de niveau moindre, comme son homologue masculine.
Il y a deux classements séparés, une pour la série hivernale et une autre pour la série estivale.

## Palmarès hommes(hiver)
| Saison    | Vainqueur           | Deuxième             | Troisième           |
| 1991/1992 | Andi Rauschmeier    | Franz Neuländtner    | Remo Lederer        |
| 1992/1993 | Franz Neuländtner   | Christian Moser      | Christoph Mueller   |
| 1993/1994 | Ralf Gebstedt       | Ronny Hornschuh      | Klaus Huber         |
| 1994/1995 | Olli Happonen       | Martin Hoellwarth    | Risto Jussilainen   |
| 1995/1996 | Stein Henrik Tuff   | Michael Kury         | Hansjoerg Jaekle    |
| 1996/1997 | Hein-Arne Mathiesen | Simen Berntsen       | Roman Krenek        |
| 1997/1998 | Alexander Herr      | Falko Krismayr       | Damjan Fras         |
| 1998/1999 | Roland Audenrieth   | Marius Smariset      | Wilhelm Brenna      |
| 1999/2000 | Dirk Else           | Georg Spaeth         | Dennis Stoerl       |
| 2000/2001 | Akseli Lajunen      | Christoph Grillhoesl | Lassi Huuskonen     |
| 2001/2002 | Michael Neumayer    | Janne Ylijärvi       | Joerg Ritzerfeld    |
| 2002/2003 | Stefan Thurnbichler | Morten Solem         | Michael Moellinger  |
| 2003/2004 | Olav Magne Doennem  | Balthasar Schneider  | Stefan Kaiser       |
| 2004/2005 | Anders Bardal       | Balthasar Schneider  | Stefan Thurnbichler |
| 2005/2006 | Anders Bardal       | Morten Solem         | Mathias Hafele      |
| 2006/2007 | Balthasar Schneider | Morten Solem         | Stefan Thurnbichler |
| 2007/2008 | Stefan Thurnbichler | Bastian Kaltenboeck  | Lars Bystoel        |
| 2008/2009 | Stefan Thurnbichler | Lukas Hlava          | Christian Ulmer     |
| 2009/2010 | David Unterberger   | Michael Hayboeck     | Manuel Fettner      |
| 2010/2011 | Rok Zima            | Mario Innauer        | Andreas Wank        |
| 2011/2012 | Andreas Stjernen    | Kenneth Gangnes      | Michael Hayböck     |
| 2012/2013 | Anže Semenič        | Fredrik Bjerkeengen  | Matic Benedik       |
| 2013/2014 | Daniel Wenig        | Nejc Dezman          | Rok Justin          |
| 2014/2015 | Manuel Fettner      | Kenneth Gangnes      | Miran Zupančič      |
| 2015/2016 | Anže Semenič        | Clemens Aigner       | Karl Geiger         |
| 2016/2017 | Clemens Aigner      | Miran Zupančič       | Nejc Dezman         |
| 2017/2018 | Marius Lindvik      | Andreas Wank         | David Siegel        |
| 2018/2019 | Clemens Aigner      | Aleksander Zniszczol | Marius Lindvik      |

## Déroulement de la Coupe continentale femmes
Les concours ont lieu chaque année du mois d'août au mois de mars sur trois continents : la majorité en Europe (essentiellement en Allemagne mais aussi en Italie, en Autriche, en Slovénie, en Pologne, en Norvège, en Finlande, en République tchèque), au Japon, aux États-Unis et au Canada.
Les concours se déroulant en période estivale sont organisés sur des tremplins recouverts de plastique. Depuis l'été 2008, cette série de concours estivaux fait l'objet d'un classement de Coupe séparé de la Coupe continentale hivernale.

## Déroulement des épreuves femmes
Les concours comptant pour la Coupe continentale féminine de saut à ski se déroulent habituellement sur des « tremplins normaux » de 85 à 109 mètres ou quelquefois sur  « tremplins moyens » (moins de 85 mètres), et également quelquefois sur des « gros tremplins », jusqu'à 117 mètres à Vikersund ou Brotterode, et même 128 mètres à Oslo le 12 mars 2005 ; il y a déjà eu d'autres compétitions féminines de saut à ski sur des tremplins plus gros, mais ne comptant pas pour la Coupe continentale.
Chaque nation peut inscrire jusqu'à dix sauteuses pour chaque concours, auxquelles peuvent s'ajouter lors de deux concours par saison jusqu'à dix sauteuses du « groupe national » du pays où se situe le concours. Il est fréquent que deux concours soient organisés sur le même tremplin deux jours consécutifs.
La veille d'un jour de concours, ou le même jour juste avant, au moins un saut d'entraînement officiel a obligatoirement lieu. Les sauteuses sont ensuite éventuellement invitées à participer à un saut dit « d'essai ». Toutes participent ensuite à un saut, dans l'ordre inverse du classement de la Coupe à cette date, ou de la saison précédente pour le premier concours de la saison ; l'ordre des sauteuses non classées est déterminé par tirage au sort, s'élancent en premier les éventuelles sauteuses du « groupe national ». Seules les 30 meilleures sont retenues pour effectuer un deuxième saut ; elles s'élancent dans l'ordre inverse du classement du premier saut. Le total des deux sauts est retenu pour déterminer le classement final du concours.
Le classement de la Coupe continentale féminine de saut à ski se fait selon les points marqués par les 30 premières à chaque épreuve, selon ce barème :
| Place  | 1er | 2e  | 3e  | 4e  | 5e  | 6e  | 7e  | 8e  | 9e  | 10e | 11e | 12e | 13e | 14e | 15e |
| ------ | --- | --- | --- | --- | --- | --- | --- | --- | --- | --- | --- | --- | --- | --- | --- |
| Points | 100 | 80  | 60  | 50  | 45  | 40  | 36  | 32  | 29  | 26  | 24  | 22  | 20  | 18  | 16  |
|        |     |     |     |     |     |     |     |     |     |     |     |     |     |     |     |
| Place  | 16e | 17e | 18e | 19e | 20e | 21e | 22e | 23e | 24e | 25e | 26e | 27e | 28e | 29e | 30e |
| Points | 15  | 14  | 13  | 12  | 11  | 10  | 9   | 8   | 7   | 6   | 5   | 4   | 3   | 2   | 1   |

## Palmarès de la coupe continentale hivernale (femmes)

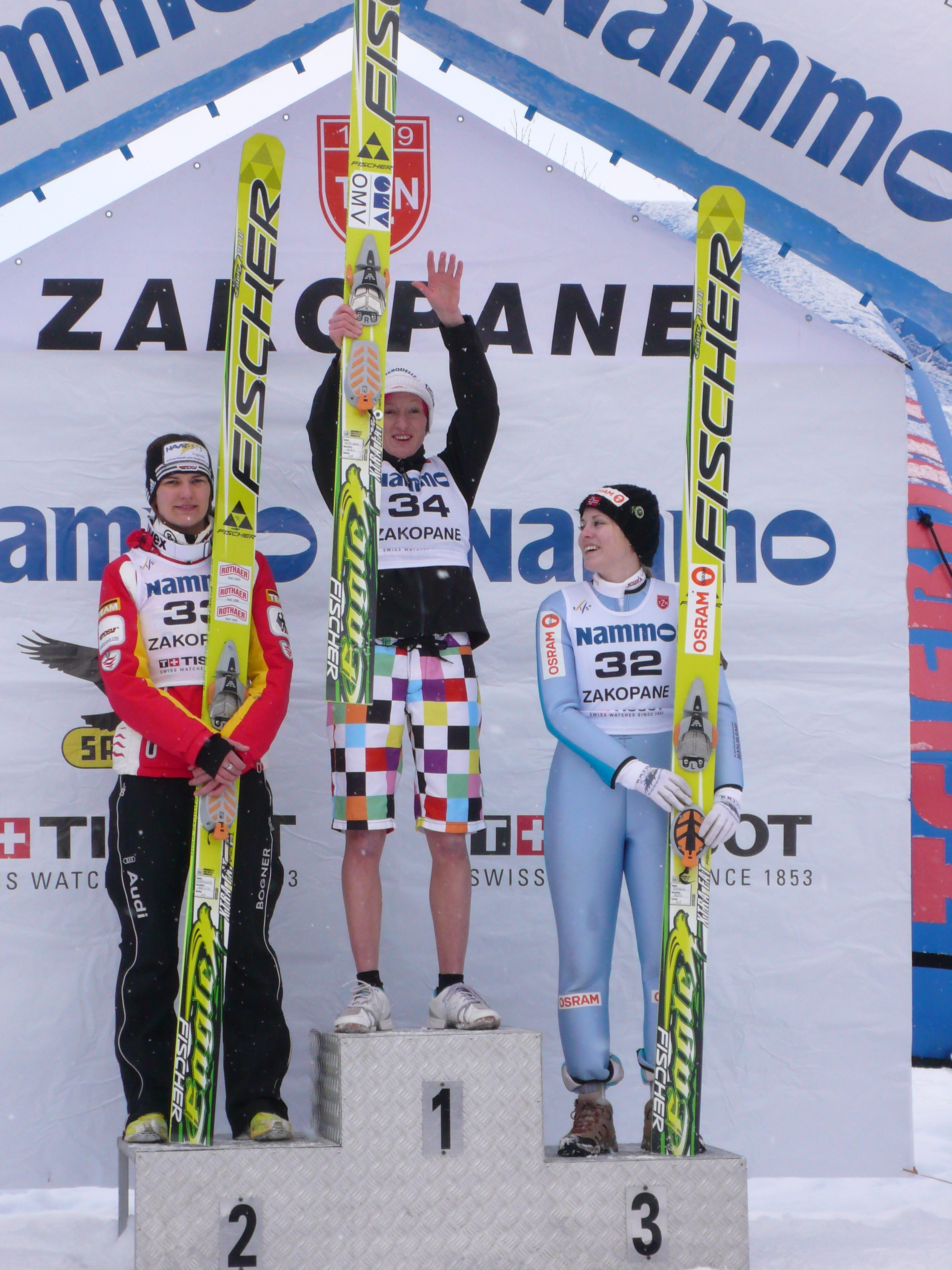
Le podium final de la Coupe Continentale 2009-2010 :
1re : Daniela Iraschko
2e : Ulrike Gräßler
3e : Anette Sagen

| Saison    | Première         | Deuxième          | Troisième                  |
| 2004/2005 | Anette Sagen     | Lindsey Van       | Daniela Iraschko           |
| 2005/2006 | Anette Sagen     | Lindsey Van       | Jessica Jerome             |
| 2006/2007 | Anette Sagen     | Ulrike Gräßler    | Lindsey Van                |
| 2007/2008 | Anette Sagen     | Daniela Iraschko  | Jacqueline Seifriedsberger |
| 2008/2009 | Anette Sagen     | Daniela Iraschko  | Ulrike Gräßler             |
| 2009/2010 | Daniela Iraschko | Ulrike Gräßler    | Anette Sagen               |
| 2011      | Daniela Iraschko | Coline Mattel     | Eva Logar                  |
| 2012      | Daniela Iraschko | Sarah Hendrickson | Maja Vtič                  |
| 2013      | Irina Avvakumova | Julia Kykkaenen   | Ramona Straub              |
| 2014      | Nina Lussi       | Susanna Forsström | Juliane Seyfarth           |

## Palmarès de la coupe continentale estivale (femmes)
| Saison   | Première         | Deuxième                   | Troisième        |
| Été 2008 | Ulrike Gräßler   | Magdalena Schnurr          | Izumi Yamada     |
| Été 2009 | Ulrike Gräßler   | Ayumi Watase               | Melanie Faißt    |
| Été 2010 | Daniela Iraschko | Jacqueline Seifriedsberger | Coline Mattel    |
| Été 2011 | Coline Mattel    | Sara Takanashi             | Daniela Iraschko |
| Été 2012 | Daniela Iraschko | Jacqueline Seifriedsberger | Anja Tepeš       |
| Été 2013 | Ema Klinec       | Jessica Jerome Line Jahr   |                  |
| Été 2014 | Sara Takanashi   | Sarah Hendrickson          | Coline Mattel    |